# استانیسلاو یانوسکی
استانیسلاو یانوسکی (بلغاری: Станислав Яневски؛ زادهٔ ۱۶ مهٔ ۱۹۸۵) یک هنرپیشه اهل بلغارستان است. وی از سال ۲۰۰۵ میلادی تاکنون مشغول فعالیت بوده‌است.
از فیلم‌ها یا برنامه‌های تلویزیونی که وی در آن نقش داشته است می‌توان به هری پاتر و جام آتش، مسافرخانه اشاره کرد.